# Paul Marchioni

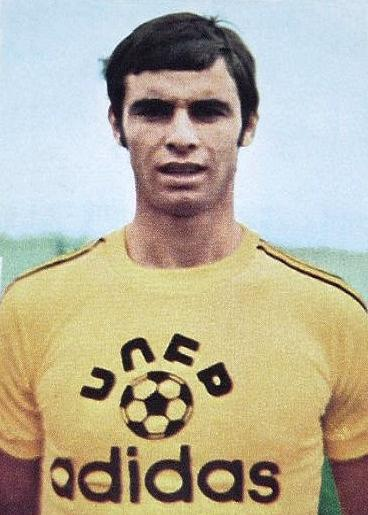
Paul Marchioni, Panini-Bild Nr. 176, 1974

Paul Marchioni (* 1. Januar 1955 in Corte) ist ein ehemaliger französischer Fußballspieler.

## Karriere
Marchioni wuchs auf Korsika auf und spielte dort für mehrere Klubs, ehe er in die Jugendabteilung des SEC Bastia aufgenommen wurde. Nach einem Wechsel auf das französische Festland, wo er das Ausbildungszentrum INF Vichy durchlief, kehrte er nach Bastia zurück und wurde 1974 unter Trainer Pierre Cahzuac in die Erstligamannschaft aufgenommen. Zwar bestritt er einige Partien in der höchsten französischen Spielklasse, doch aus Jean-Louis Cazes und André Burkhard bestehende Konkurrenz verhinderte zunächst Weiteres. Im Verlauf der Spielzeit 1976/77 konnte er sich hingegen zunehmend etablieren und hatte so Anteil am dritten Tabellenplatz; als sich Burkhard in der folgenden Saison verletzte, avancierte Marchioni zum Stammspieler. Damit gehörte er zu einer Mannschaft, die den Einzug ins UEFA-Cupfinale 1978 schaffte und konnte in einem der beiden Endspiele auflaufen, auch wenn sein Team den Titel verpasste. In der Folgezeit behauptete Marchioni seine Position innerhalb der Mannschaft und erreichte mit dem Klub das Pokalfinale 1981; dank eines 2:1-Erfolgs gegen die AS Saint-Étienne gelang dem Spieler, der im Endspiel als Kapitän auflief, der einzige Titelgewinn seiner Laufbahn.
Im Anschluss an den Pokalerfolg wechselte er 1981 zum Ligakonkurrenten OGC Nizza. Bei Nizza konnte er sich jedoch nicht in der Stammelf festsetzen und musste 1982 darüber hinaus den Abstieg hinnehmen; als mit Robert Sab ein weiterer Konkurrent verpflichtet wurde, schwand die Rolle des Korsen im Team weiter. Nach dem verpassten Wiederaufstieg 1983 kehrte Marchioni zu seinem Ex-Verein Bastia in die erste Liga zurück. Zuerst erhielt er im Abstiegskampf einen Stammplatz, den er aufgrund einer großen Zahl an Mannschaftskameraden auf seiner Position in den darauffolgenden Jahren jedoch einbüßte. Als der Klub 1986 den Gang in die Zweitklassigkeit antreten musste, eroberte der Spieler kurzzeitig wieder einen Stammplatz.  Angesichts eines Verlusts ebenjener Rolle und einem mehrfachen Scheitern im Kampf um den Aufstieg entschloss sich Marchioni 1989 mit 34 Jahren nach 247 Erst- und 73 Zweitligapartien mit jeweils zwei Toren für eine Beendigung seiner Laufbahn. Danach arbeitete er als Talentscout für die AS Monaco, bis er 2011 diesen Posten bei Girondins Bordeaux übernahm.

## Weblink
- Paul Marchioni in der Datenbank von footballdatabase.eu (englisch)